# Йохан Паулик
Йохан Паулик е словашки гей-порно актьор.

## Биография
Йохан Паулик (на словашки: Johan Paulik, роден на 14 март 1975 г. в Братислава, тогава Чехословакия, сега Словакия) е псевдоним на Даниел Ференчик (Daniel Ferenčík). Той участва само в продукции на компанията "Бел Ами" (Bel Ami Productions).
Въпреки типа филми, в които участва, Паулик твърди, че е хетеросексуален и че харесва секса с мъже, не защото е хомосексуален, а защото в Прага отношението към сексуалността е по-либерално.
През 2000 той попада в гей залата на славата (GayVN Hall of Fame). А през 2002 става главен мениджър на "Бел Ами" в Европа.

## Книжни издания
- Bel Ami 1997 Calendar
- Together – Bel Ami 1998 Calendar
- Bel Ami Allstar Calendar – 2001
- Mandate
- Vogue Homme International, Spring-Summer 2001
- Johan Paulik- C – Хауърд Рофман

## Филмография
- Sauna Paradiso (1994)
- Lukas' Story (1994)
- The Plowboys (1994)
- Lukas' Story 2 (1995)
- Frisky Summer (1995)
- Out At Last (1996)
- An American in Prague (1997)
- CoverBoys (2001)